# Troncones, Guerrero
Troncones är en ort i Mexiko.   Den ligger i kommunen La Unión de Isidoro Montes de Oca och delstaten Guerrero, i den södra delen av landet, 300 km sydväst om huvudstaden Mexico City. Troncones ligger 10 meter över havet och antalet invånare är 593.
Terrängen runt Troncones är varierad. Havet är nära Troncones åt sydväst. Runt Troncones är det ganska tätbefolkat, med 78 invånare per kvadratkilometer. Närmaste större samhälle är Pantla, 9,9 km sydost om Troncones. Omgivningarna runt Troncones är en mosaik av jordbruksmark och naturlig växtlighet.